# SC 포르투나 쾰른
SC 포르투나 쾰른(SC Fortuna Köln)는 독일 노르트라인베스트팔렌주의 쾰른을 연고지로 하는 축구 클럽이다. 2011-12 시즌에서 레기오날리가에 참가하고 있다.

## 선수 명단

### 현역
참고: FIFA 자격 규정에 따라 소속된 국가대표팀 국기를 표시합니다. 선수는 복수의 FIFA 비회원국 국적을 가지고 있을 수 있습니다.
| 번호 | 포지션 | 국적       | 이름            |
| ---- | ------ | ---------- | --------------- |
| 8    | MF     | 크로아티아 | 스티페 바타릴로 |

| 번호 | 포지션 | 국적 | 이름                  |
| ---- | ------ | ---- | --------------------- |
| 20   | MF     |      | 아드리안 스타닐레비츠 |

## 역대 감독
| 감독              | 임기        |
| ----------------- | ----------- |
| 블라디미르 베아라 | 1969 ~ 1970 |
| 베른트 슈스터     | 1997 ~ 1998 |
| 한스 크랑클       | 2000        |